# Період 6 періодичної системи елементів
До шостого періоду періодичної системи належать елементи шостого рядка (або шостого періоду) періодичної системи хімічних елементів. Будова періодичної таблиці заснована на рядках для ілюстрації повторюваних (періодичних) тенденцій у хімічних властивостях елементів при збільшенні атомного номера: новий рядок починається тоді, коли хімічні властивості повторюються, тобто елементи з аналогічними властивостями потрапляють до одного вертикального стовпчика. 
Шостий період містить 32 елементи (на 14 більше, ніж попередній), у тому числі включає особливу групу елементів - лантаноїди. До нього входять: цезій, барій, лантан, церій, празеодим, неодим, прометій, самарій, європій, гадоліній, тербій, диспрозій, гольмій, ербій, тулій, іттербій, лютецій, гафній, тантал, вольфрам, реній, осмій, іридій, платина, золото, ртуть, талій, свинець, бісмут, полоній, астат і радон. 
У цьому періоді міститься 9 перехідних металів, від гафнію до ртуті, іноді до їх числа зараховують і лантан, який відносять також і до лантаноїдів. У тріаді осмій - іридій - платина для осмію відомий ступінь окислення +8. Астат має досить виражений металевий характер. Радон, цілком ймовірно, володіє найбільшою реакційною здатністю з усіх інертних газів. Через те, що він сильно радіоактивний, його хімія мало вивчена.
Цей період має велику кількість винятків із правила Клечковського, до них належать: лантан (La), церій (Ce), гадоліній (Gd), платина (Pt) і золото (Au).

## Елементи
| Група      | 1          | 2          | 3     | 4     | 5     | 6     | 7     | 8     | 9     | 10    | 11    | 12    | 13    | 14    | 15    | 16    | 17    | 18    |
|            | I          | II         |       |       |       |       |       |       |       |       |       |       | III   | IV    | V     | VI    | VII   | VIII  |
| Символ     | 55 Cs      | 56 Ba      | 57-71 | 72 Hf | 73 Ta | 74 W  | 75 Re | 76 Os | 77 Ir | 78 Pt | 79 Au | 80 Hg | 81 Tl | 82 Pb | 83 Bi | 84 Po | 85 At | 86 Rn |
| Лантаноїди | Лантаноїди | Лантаноїди | 57 La | 58 Ce | 59 Pr | 60 Nd | 61 Pm | 62 Sm | 63 Eu | 64 Gd | 65 Tb | 66 Dy | 67 Ho | 68 Er | 69 Tm | 70 Yb | 71 Lu |       |

| Лужні метали | Лужноземельні метали | Лантаноїди | Актиноїди | Перехідні метали | Постперехідні метали | Напівметали | Неметали | Галогени | Інертні гази |